# Live in Texas
Live in Texas je prvi službeni album uživo američkog sastava Linkin Park, te njihov treći DVD, objavljen 18. studenog 2003.
Album je snimljen 2. i 3. kolovoza tokom turneje Summer Sanitarium Tour 2003 na stadionu Reliant u Houstonu, te na stadionu Texas u Irvingu u saveznoj državi Teksas. Na CD-u se nalaze 12 pjesama, te 17 na DVD-u. 

## Popis pjesama
Sve pjesme su napisali i kompozirali članovi sastava, osim pjesme "Runaway" koju su napisali u suradnji s Markom Wakefieldom.
1. "Somewhere I Belong" - 3:37
2. "Lying from You" - 3:07
3. "Papercut" - 3:06
4. "Points of Authority" - 3:25
5. "Runaway" - 3:07
6. "Faint"  2:47
7. "From the Inside" - 3:00
8. "P5hng Me A*wy" - 5:05
9. "Numb" - 3:06
10. "Crawling" - 3:33
11. "In the End" - 3:31
12. "One Step Closer" - 4:13

### DVD
1. "Don't Stay"
2. "Somewhere I Belong"
3. "Lying from You"
4. "Papercut"
5. "Points of Authority"
6. "Runaway"
7. "Faint"
8. "From the Inside"
9. "Figure.09"
10. "With You"
11. "By Myself"
12. "P5hng Me A*wy"
13. "Numb"
14. "Crawling"
15. "In the End"
16. "A Place for My Head"
17. "One Step Closer"

## Zasluge
Linkin Park
- Chester Bennington – vokal
- Rob Bourdon – bubnjevi
- Brad Delson – gitara
- Joe Hahn – DJ, sampler
- Phoenix – bas-gitara
- Mike Shinoda – vokal, ritam gitara, klavijature, sampler